# Доминик Џејмс
Доминик Џејмс (енгл. Dominic James; Ричмонд, 5. октобар 1986) је амерички кошаркаш. Игра на позицији плејмејкера.

## Каријера
Џејмс је колеџ каријеру провео на универзитету Маркет (2005–2009). Након што није драфтован почиње каријеру у Европи. Наступао је за турски Мерсин, потом Лукојл академик и Арис, пре него што је у јануару 2012. дошао у Партизан. Са црно-белима остаје до краја сезоне и осваја Првенство Србије и Куп Радивоја Кораћа. У сезони 2012/13. је наступао прво за Ређану а потом за француски Поатје. Након тога одлази у Катар где је наступао за екипе Ал Рајан, Ал Гарафа и Ал Џаиш.

## Успеси

### Клупски
- Лукојл академик:
  - Првенство Бугарске (1): 2010/11.
  - Куп Бугарске (1): 2011.

- Партизан:
  - Првенство Србије (1): 2011/12.
  - Куп Радивоја Кораћа (1): 2012.